# Sainte-Marie-de-Cuines
 Sainte-Marie-de-Cuines  es una población y comuna francesa, en la región de Ródano-Alpes, departamento de Saboya, en el distrito de Saint-Jean-de-Maurienne y cantón de La Chambre.

## Demografía
| 552 | 529 | 527 | 524 | 510 | 573 |
| Para los censos de 1962 a 1999 la población legal corresponde a la población sin duplicidades (Fuente: INSEE [Consultar]) |     |     |     |     |     |